# Ламбинаволок
Ламбина́волок (карел. Lamminniemi) — деревня в составе Ведлозерского сельского поселения Пряжинского национального района Республики Карелия.

## Общие сведения
Расположена на восточном берегу озера Синемукса.

## История
10 мая 1934 года постановлением Карельского ЦИКа была закрыта часовня.

## Население
Численность населения в 1905 году составляла 170 человек.
| 2002 | 2010 | 2013 |
| ---- | ---- | ---- |
| 14   | ↘0   | ↗2   |

## Панорама

Панорама

## Галерея

Ламбинаволок
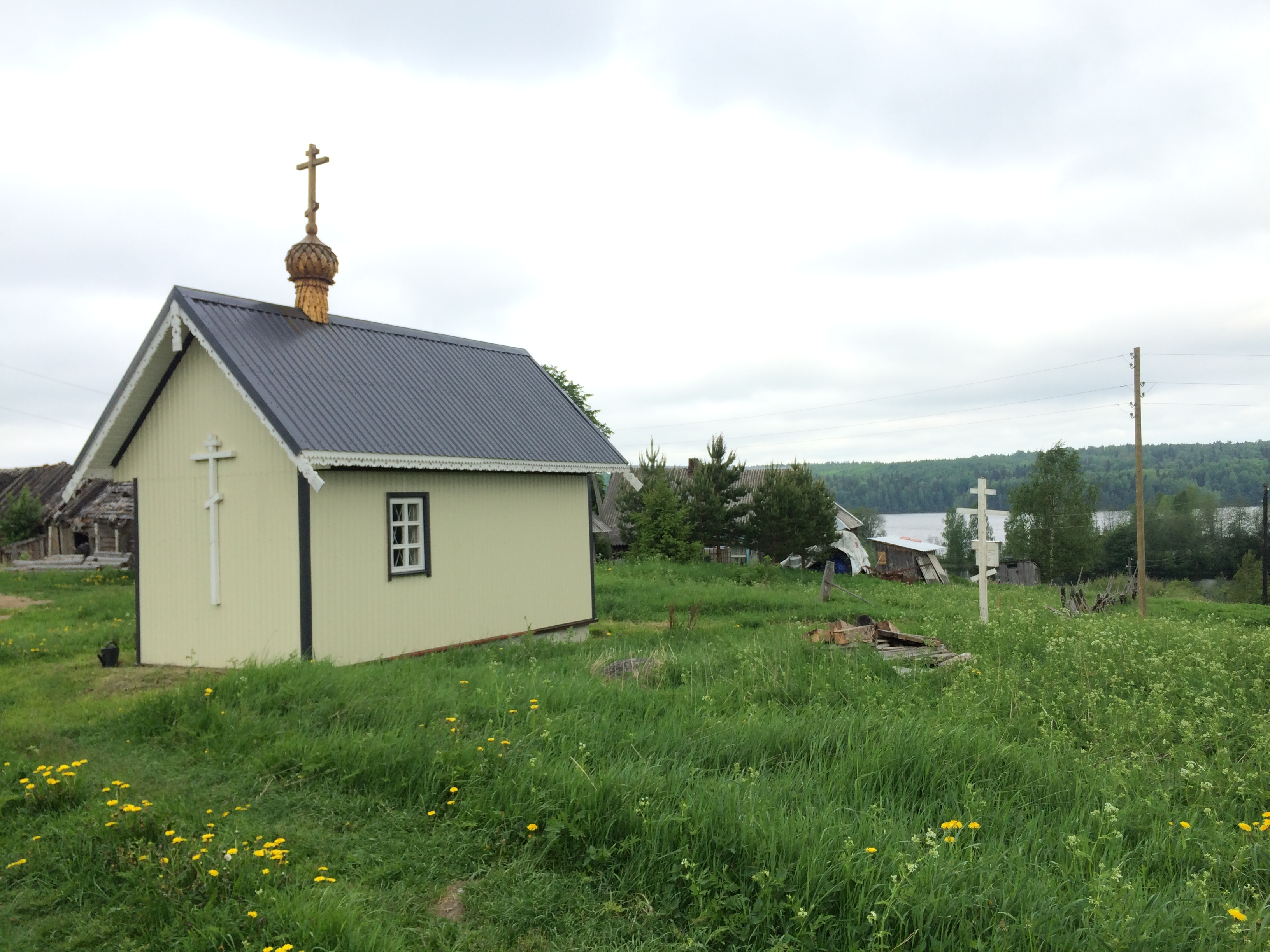
Часовня
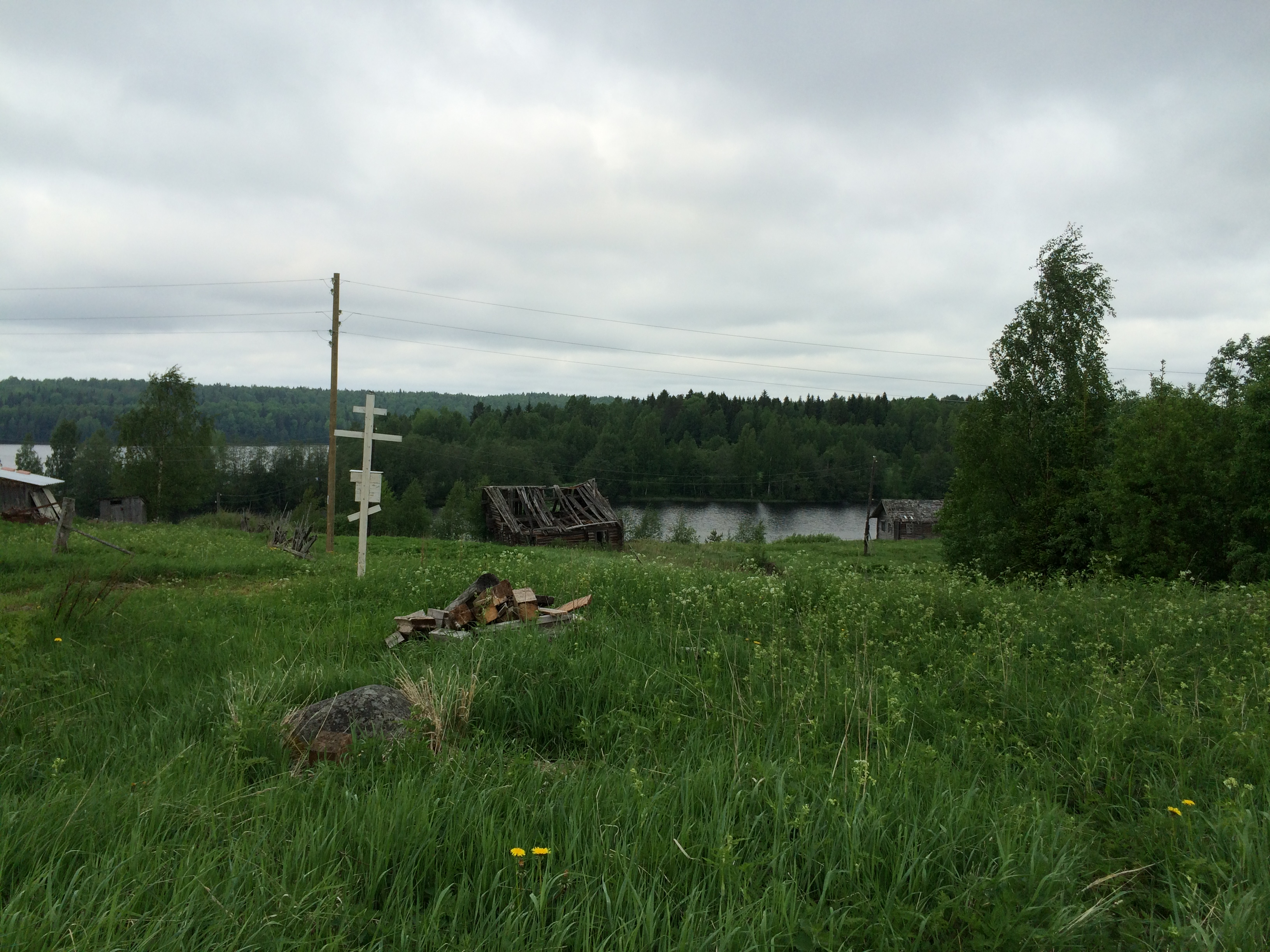
Общий вид
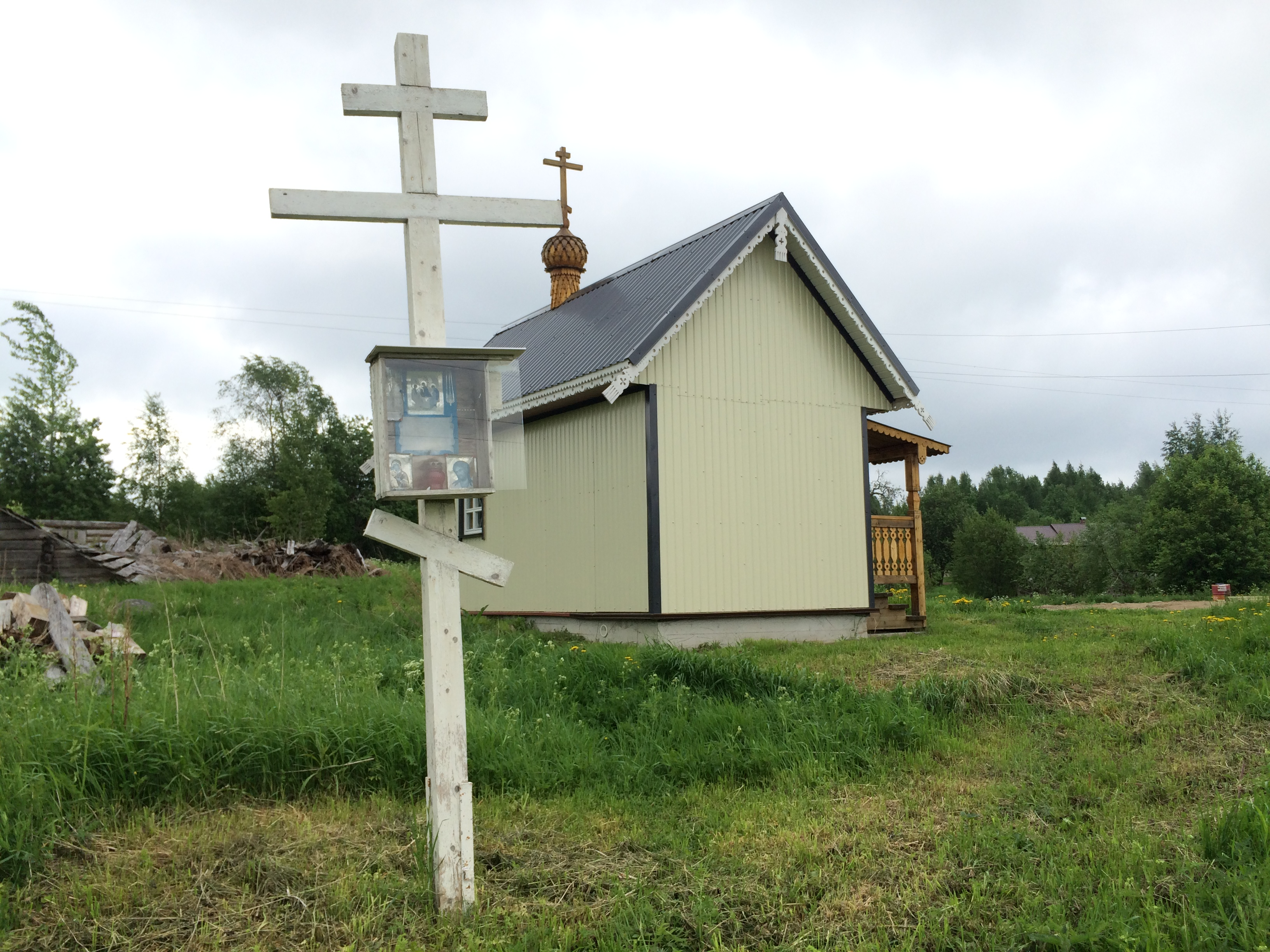
Часовня
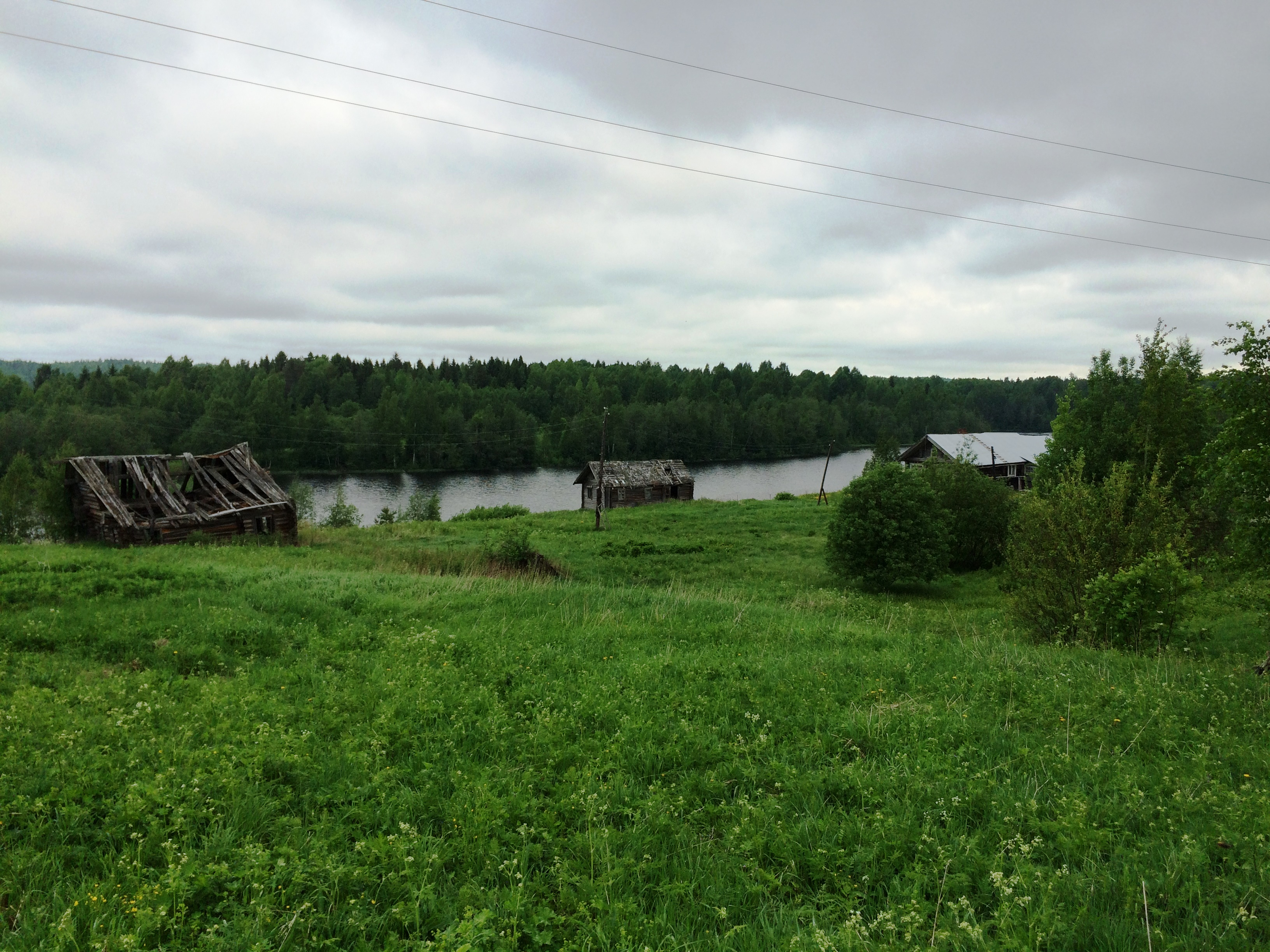
Вид на озеро Синемуксу